# Palais de Büsing
Le palais Busing est un manoir néo-baroque à Offenbach-sur-le-Main.
Aujourd'hui, le palais de Büsing est l'un des bâtiments les plus représentatifs de la ville.

## Historique
Peter Bernard et Johann Georg d´Orville l'ont fait construire comme une maison de maître le long d'un jardin paysager au XVIIIe siècle. 
Le baron Adolf von Busing à la fin du XIXe siècle l'a transformé en un manoir architecture néo-baroque par l'architecte Wilhelm Manchot, ce qui explique la dénomination actuelle. 
À partir de 1921, le palais entre en possession de la ville d'Offenbach qui utilise le bâtiment comme hôtel de ville. Au cours de la Seconde Guerre mondiale, l'aile principale du palais est rasée.
Au milieu du XXe siècle, l'aile principale détruite a été reconstruite sur le modèle de l'état originel, et abrite aujourd'hui le bureau d'enregistrement de la ville.